# Alberto Moncada
Alberto Moncada Lorenzo (* 4. November 1930 in Ceuta) ist ein spanischer Soziologe und promovierter Jurist. Er hat in Madrid und an verschiedenen US-amerikanischen Hochschulen (u. a. in Stanford) gelehrt und war Vizepräsident des spanischen Büros der UNESCO sowie Präsident der Sociologists without Borders International. 1969 war er auch Mitbegründer und erster Prorektor der unter dem Einfluss von Opus Dei stehenden Universidad de Piura in Lima (Peru). Aufgrund seiner Erfahrungen als ehemaliges Opus-Dei-Mitglied entwickelte er eine kritische Haltung gegenüber der Organisation.
Moncada hat über 30 überwiegend spanischsprachige Bücher verfasst, u. a. zu den Themen Menschenrechte, Fundamentalismus, Erziehung und Latinokultur. Er ist ein scharfer Kritiker des Neoliberalismus und kritisiert die in den USA verbreitete Auffassung, dass zivile und politische Bürgerrechte mit Menschenrechten gleichzusetzen sind.
Moncada lebt in Gandía.

## Werke (Auswahl)
- El Opus Dei. Una interpretación. Índice 1974
- Los hijos del Padre. Argos Vergara 1977
- Oral History of Opus Dei. Editorial Plaza y Janes 1982
- Human Rights: Beyond the Liberal Vision (mit Judith R. Blau). Rowman & Littlefield 2005
- (mit Judith Blau) It Ought to Be a Crime: Criminalizing Human Rights Violations. In: Sociological Forum. Volume 22, Issue 3. Wiley, 4. August 2007, S. 364–371, doi:10.1111/j.1573-7861.2007.00025.x (englisch).
- Human Rights: A Primer (mit Judith R. Blau). Paradigm Publishers 2009
- The Leading Rogue State: The U.S. and Human Rights (mit Judith Blau, David L. Brunsma, Catherine Zimmer). Paradigm Publishers 2009
- The Sociological Experience. Obrapropria 2011
- Desde los ochenta 2012